# Raúl Arévalo
Raúl Arévalo Zorzo (Móstoles, 22 november 1979) is een Spaans acteur en regisseur.

## Filmografie

### Films
Uitgezonderd korte films.
| Filmografie als acteur |                                           |
| Jaar                   | Titel                                     |
| 2003                   | Los abajo firmantes                       |
| 2004                   | Cosas que hacen que la vida valga la pena |
| 2005                   | Me estoy quitando                         |
| 2006                   | Azuloscurocasinegro                       |
| 2006                   | El camino de los ingleses                 |
| 2006                   | ¿Por qué se frotan las patitas?           |
| 2007                   | Tocar el cielo                            |
| 2007                   | Siete mesas de billar francés             |
| 2008                   | 8 citas                                   |
| 2008                   | Che: Part Two                             |
| 2008                   | Los girasoles ciegos                      |
| 2008                   | El patio de mi cárcel                     |
| 2009                   | Gordos                                    |
| 2010                   | Balada triste de trompeta                 |
| 2010                   | También la lluvia                         |
| 2011                   | Primos (2011)                             |
| 2012                   | Promoción fantasma                        |
| 2013                   | Los amantes pasajeros                     |
| 2013                   | La gran familia española                  |
| 2013                   | La vida inesperada                        |
| 2014                   | La isla mínima                            |
| 2014                   | Negociador                                |
| 2014                   | Murieron por encima de sus posibilidades  |
| 2014                   | Las ovejas no pierden el tren             |
| 2014                   | El club de los incomprendidos             |
| 2015                   | Hablar                                    |
| 2016                   | Cien años de perdón                       |
| 2017                   | Oro                                       |
| 2018                   | El aviso                                  |
| 2018                   | Memorias de un hombre en pijama           |
| 2018                   | Mi obra maestra                           |
| 2018                   | Ola de crímenes                           |
| 2019                   | Dolor y gloria                            |
| 2019                   | El Cerro de los Dioses                    |
| 2019                   | El plan                                   |
| 2020                   | Black Beach                               |
| 2020                   | Los Europeos                              |
| 2021                   | Donde caben dos                           |
| 2021                   | El lodo                                   |
| 2022                   | Voy a pasármelo bien                      |
| 2024                   | The Room Next Door                        |

| Filmografie als regisseur |                   |
| Jaar                      | Titel             |
| 2016                      | Tarde para la ira |

- Biblioteca Nacional de España: XX4672052
- Bibliothèque nationale de France: cb169789999 (data)
- Catàleg d'autoritats de noms i títols de Catalunya: 981058530463906706
- Gemeinsame Normdatei: 1130615855
- International Standard Name Identifier: 0000 0001 2137 1087
- Library of Congress Control Number: no2007083625
- Nationale Bibliotheek van Israël: 987007401517605171
- Nederlandse Thesaurus van Auteursnamen: 39818450X
- Système universitaire de documentation: 185611419
- Virtual International Authority File: 66252771
- WorldCat: E39PBJjCMmrVpjkTD7jMypKw4q